# 埃西·霍利斯
埃西·B·霍利斯（英語：Essie B. Hollis，1955年5月16日—），美国NBA联盟前职业篮球运动员。他在1977年的NBA选秀中第2轮第44顺位被新奥尔良爵士选中。